# Amalie Halter-Zollinger
Amalie Halter-Zollinger (* 15. Juni 1892 in Hombrechtikon; † 27. April 1985 ebenda) war eine Schweizer Mundartdichterin.

## Leben
Halter-Zollinger verbrachte beinahe ihr ganzes Leben in Hombrechtikon in ihrem Geburtshaus, in dem sich die väterliche Uhrmacherei und bis zum Zweiten Weltkrieg auch das von Amalie Halter geführte Lebensmittel- und Gemischtwarengeschäft befand.
Mit Schreiben begann sie erst mit etwa 50 Jahren, zunächst mit kurzen Geschichten für die Zeitungen. Auch die Radiostationen waren schnell an den Geschichten interessiert, da Amalie Halter den alten zürichdeutschen Dialekt sprach. Auf die Erhaltung des Dialekts und die korrekte Schreibweise legte sie grössten Wert. Viele der Geschichten und Gedichte wurden zwischen 1951 und 2010 in Buchform veröffentlicht.
In der goldenen Kugel auf der Spitze des Hombrechtiker Kirchturmes befindet sich seit der Renovation im Jahre 1960 ein Gedicht von Amalie Halter.
Amalie Halter verstarb im Alter von 92 Jahren in Hombrechtikon.

## Werke (Auswahl)
- Grossmutter erzählt. Stäfa: Buchdruckerei Stäfa Bd. I, 1951; Bd. II, 1954.
- Meeder tuusig Sprüchwöörter und es Püscheli alt Redesaarde. Gesammelt von Amalie Halter-Zollinger. Hombrechtikon: A. Halter-Zollinger ca. 1950. ISBN 978-3-909149-43-8. Neufassung unter Berücksichtigung der Dialektschreibweise nach Dieth: Meeder tuusig Sprüchwörter und alt Redesarte. Meilen: C. Walter 2000. ISBN 390914943X.
- Vo s Chäler Heiris. Stäfa: Buchdruckerei Stäfa 1960.
- Was ich am Radio prichtet hän. Stäfa: Buchdruckerei Stäfa 1965.
- Für s Hëërz und s Gmüet. Stäfa: Buchdruckerei Stäfa 1971.
- mit Chlaus Walter: Hombrechtikon. Bilder us der Gmeind am Übergang vom Zürisee zum Oberland. Zeichnet vom Chlaus Walter. Wolfhausen: Dr. Chlaus Walter 1976.
- D Bääbe Schulthess macht käm Franzoos en Chuss : Geschichten und Gedichte. Stäfa: Rothenhäusler 1992. ISBN 3-907960-54-8.
- S Zinnchäntli. Meilen: Walter 2008. ISBN 978-3-905908-01-5. ergänzt, mit ere Furtsetzig verzellt vom Chlaus Walter. Meilen: Walter 2010. ISBN 3907960548.